# Euvrilletta peltatum
Euvrilletta peltatum is een keversoort uit de familie klopkevers (Anobiidae). De wetenschappelijke naam van de soort is voor het eerst geldig gepubliceerd in 1836 door Harris.